# 1966년 미스코리아
1966년 미스코리아는 1966년 6월 15일에 서울특별시 종로구의 경복궁에서 열린 열번째 미스코리아 선발대회이다.

## 입상자
| 대회 |        | 진 (眞) | 선 (善) | 미 (美) |
| ---- | ------ | ------- | ------- | ------- |
| 본선 | 윤귀영 | 진현수  | 정을선  |         |